# Jacob Arabo
Pour les articles homonymes, voir Arabo et Arabov.
Jacob Arabo (né Yakov Arabov), aussi connu sous le nom de « Jacob the Jeweler » (anglais pour Jacob le bijoutier), est un bijoutier-joaillier américain né le 3 juin 1965 à Tachkent en République socialiste soviétique d'Ouzbékistan. Sa bijouterie, Jacob&Co située à Manhattan, est connue pour être une destination de choix par de nombreuses célébrités du monde du sport et du show business, particulièrement du hip-hop.

## Biographie
La famille de Jacob Arabo émigre aux États-Unis en 1979, il fait ses classes dans l'industrie de la joaillerie dans le Diamond District de Manhattan. Il ouvre sa première boutique en 1986 sous le nom de Diamond Quasar. Il est le fondateur de la célèbre bijouterie Jacob & Company, installée depuis 2004 sur la 57e rue à proximité de Central Park. Le matériau de prédilection d'Arabo est le platine, agrémenté de diamants ; ses créations ont contribué à la popularisation de ce métal ainsi que des bijoux pour hommes dans le milieu du show business américain.

### Horlogerie
Arabo vend également des montres depuis 2002, dont les tarifs peuvent atteindre jusqu'à un million de dollars en fonction des finitions demandées. Cette ligne de produits représente la moitié de son activité. En 2004 l'entreprise française de luxe Cartier porte plainte pour violation de copyright contre Jacob & Company Watches, qui revendait des montres Cartier modifiées sans autorisation. Arabo conclut un arrangement financier et doit faire paraître dans la presse des messages condamnant ces pratiques.
Depuis le milieu des années 1990 ses créations sont appréciées de nombreuses stars de la musique aux États-Unis en raison de leur caractère exclusif et ostentatoire, parfois qualifié de « style bling-bling »,. Minya Oh, auteure du livre Bling Bling: Hip Hop's Crown Jewels, déclare à son sujet : « If it wasn't for him, bling wouldn't be the cultural phenomenon it is today. » (Sans lui, le 'bling' ne serait pas le phénomène culturel qu'il est aujourd'hui). Son nom est devenu synonyme de bijoux dans le milieu hip-hop et est fréquemment cité dans les paroles d'artistes reconnus, comme dans le titre Girls' Best Friends du rappeur Jay-Z en 1999, All Falls Down de Kanye West en 2004 ou Upgrade U de Beyoncé en 2006.
Le bijoutier compte également de nombreux clients dans le monde du sport professionnel, entre autres Shaquille O'Neal et Stephon Marbury. En 2004 Arabo signe un contrat de licence avec la National Basketball Association lui permettant d'utiliser sur ses montres les logos officiels de vingt-neuf franchises NBA.
Jacob Arabo est arrêté en juin 2006 et inculpé de blanchiment d'argent pour un réseau de trafic de stupéfiants. En octobre il conclut un arrangement avec le procureur fédéral de Detroit, Arabo reconnaît avoir falsifié des documents fédéraux relatifs à la location de bijoux en vue d'un tournage. Les charges de blanchiment qui pesaient contre lui sont abandonnées, il risque malgré tout une peine d'emprisonnement,,.
En 2008, Jacob Arabo a fait appel aux charmes de Haifa Wehbe, pour présenter sa nouvelle collection au luxueux Hôtel Burj al Arab de Dubaï. En signe d'appréciation, il lui a offert une montre, conçue spécialement pour elle, faite de diamants rose et d'une valeur de 700 000 $.

### Autres
En 2002 Arabo interprète un petit rôle dans le film State Property de Abdul Malik Abbott. Il prête sa voix à son propre personnage dans le jeu vidéo Def Jam: Fight for NY édité en 2003 par Electronic Arts.